# 織田敏広
織田 敏広（おだ としひろ）は、室町時代後期の武将。室町幕府の管領斯波氏の家臣。尾張国の守護代、のちに上四郡守護代。通称は与次郎。官位は兵庫助、伊勢守。織田伊勢守家（岩倉織田氏）の祖とされる。また、従兄弟の織田久広（勘解由左衛門尉）と同一人物という説がある。

## 生涯
斯波氏の被官である織田氏の一族。敏広の家系は元々は尾張の守護代を世襲して織田氏の総領家の立場にあった。
嘉吉元年（1441年）、父とされる先代の守護代・織田郷広が寺社領・本所領を横領して逐電したため、翌嘉吉2年（1442年）頃には郷広に代わり、敏広（『建内記』では久広）が尾張守護代となったとされる。
宝徳2年（1450年）、8代将軍・足利義政の乳母・今参局の介入で郷広が再任を計ろうとしたため、宝徳3年（1451年）頃、主家・斯波氏に命じられ、越前国で郷広を自害に追い込んだという。
文正元年（1466年）、敏広の娘と婚約していたといわれる山名入道（名不評）の要請で、敏広は弟・広近と共に上洛している。
翌応仁元年（1467年）、応仁の乱が起こると管領で尾張守護・斯波義廉と共に西軍に属し、斯波義敏を擁立して東軍に属した分家の織田大和守家当主の織田敏定と対立する。
文明7年（1475年）11月、京都から主君・義廉を伴って尾張へ下国し、尾張中島郡にある尾張守護所の下津城に入城した。この頃、尾張守護代となったとされる。
文明8年（1476年）、岳父である美濃国の斎藤妙椿の協力を得て清洲方と戦うが敗れた。この際に下津城は落城したため、山田郡の国府宮へと逃れた。しかし、後に敏広が巻き返して、大和守家の勢力を尾張から一時的に追放する。
文明10年（1478年）、室町幕府は敏広を更迭し、新たな尾張守護代に敏定を任じて、義廉と共に織田氏嫡流であった敏広は兇徒とされた。
同年10月12日、尾張に下向した敏定に尾張春日井郡にある新たに守護所が置かれた居城清洲城を奪取された。
同年12月、再び妙椿の後ろ盾を得て、敏広は清洲城奪還に乗り出し、敏定と戦って清洲城を囲むが、再三の幕府の介入で清洲城を断念して清洲方と和睦した。これにより、尾張を分割することになり、葉栗郡・丹羽郡と山田郡（後に春日井郡、中島郡へ分割編入）の大半と春日井郡・海西郡と那古野を除く愛知郡）を安堵され、大和守家との共同統治となった。後に尾張上四郡（春日井郡、丹羽郡、葉栗郡、中島郡）を支配する守護代となっている。
文明11年（1479年）、美濃に近い尾張丹羽郡に岩倉城を築城し、岩倉城を居城とした。
文明13年（1481年）3月、大和守家との和睦が崩れ、清洲方と戦って敗れた後に病死した（3月以前に戦死とも）。家督は弟・広近の子で養子（甥）の千代夜叉丸（寛広）が継いで、岩倉織田氏として続いた。

## 偏諱を与えた人物
- 前野広久

## 系譜
- 父：織田郷広
- 母：不詳
- 妻：斎藤妙椿の養女 - 甘露寺元長の娘。
- 生母不明の子女
  - 男子：織田広高
- 養子
  - 男子：織田寛広[3] - 織田広近の子